# Kollagen-Typ 8α1
Kollagen Typ VIII, alpha 1 ist ein Strukturprotein, das alleine oder mit dem verwandten Kollagen Typ VIII, alpha 2 Trimere bildet, die wiederum Kollagenfibrillen vom Typ VIII formen. Solche Kollagenfibrillen sind entscheidend für die Stabilität von Endothelzellen in Blutgefäßen, für die Descemet-Membran der Hornhaut und für die Zellproliferation und -migration von glatten Muskelzellen der Blutgefäße.

## Klinische Bedeutung
Die Genexpression von COL8A1 in Leberzellkarzinomen der Maus korreliert mit einer erhöhten Tumorzellproliferation, Invasion, Tumorförderung in vivo und einer reduzierten Sensitivität gegenüber Anti-Tumor-Wirkstoffen. Somit könnte COL8A1 als neues Target für die Tumortherapie dienen.
In Rindern kommt es durch EGR1 (englisch early growth response protein 1) zur positiven Regulation der Expression von COL8A1, welche wiederum die Zellproliferation von Satellitenzellen in Muskeln über den PI3K/Akt-Signalweg befördert.